# I bellimbusti
I bellimbusti è un film del 1961 diretto da Claude Chabrol.